# پانووو
پانووو (به لاتین: Panovo) یک منطقهٔ مسکونی در روسیه است که در سرزمین آلتای واقع شده‌است.